# Lavajärvi (sjö i Kihniö, Birkaland)
Lavajärvi är en sjö i kommunen Kihniö i landskapet Birkaland i Finland. Sjön ligger 158,4 meter över havet. Arean är 84 hektar och strandlinjen är 4,46 kilometer lång. Sjön  ingår i Kyro älvs huvudavrinningsområde.   Den ligger omkring 83 km norr om Tammerfors och omkring 240 km norr om Helsingfors. 